# Фон (народ)
Фон (дагомейці, фонґбе – самоназва, східні еве) — народ ґбе у Західній Африці.

## Розселення, населення, мова і релігія

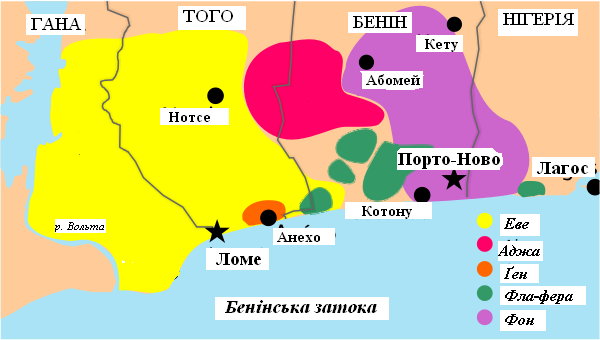
Територія проживання фон на мапі мов ґбе

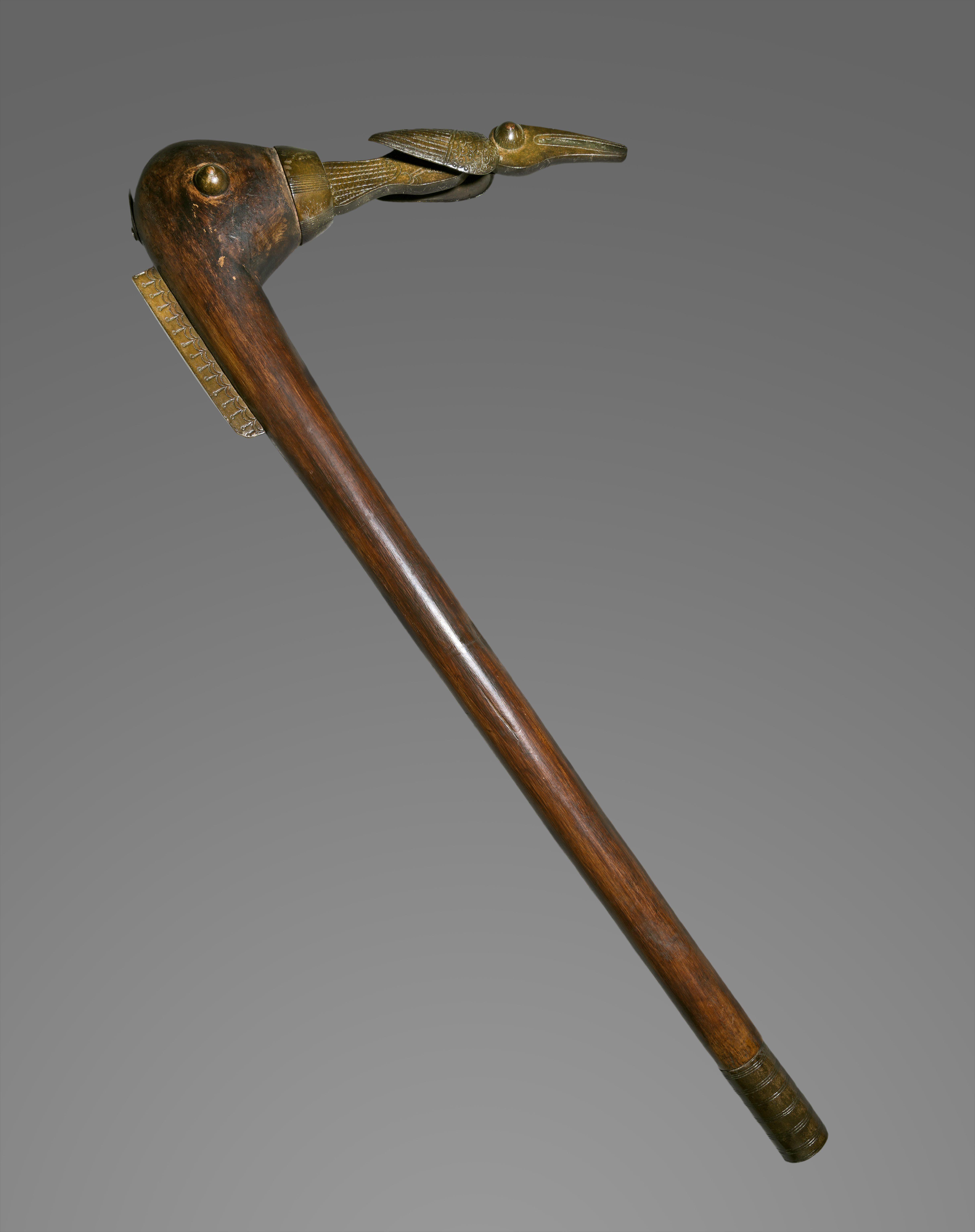
Recade Фон

Народ фон — основне населення держави Бенін, також проживають на крайньому південному заході Нігерії.
Загальна чисельність — понад 3,5 млн чоловік.
Фон дуже близькі до еве. Розмовляють мовою фон підгрупи ґбе нігеро-конголезької групи конго-кордофанської мовної сім'ї.
Більшість фон вірять у традиційні божества, хоча також є католики.

## Дані з історії, господарства і культури
Фон склали етнічне ядро держави Дагомея (починаючи з XVII ст.). На сучасному етапі — провідна нація Беніну.
Традиційні заняття людей фон — ручне землеробство (маніок, ямс, кукурудза), збір плодів масляної пальми. Художні ремесла — лиття з бронзи, вишивка, різьбярство на дереві та слонячій кістці; чудові тканні аплікації.
У фон поширені культи предків і сил природи. Дуже розвинута міфологія, на чолі з божеством Маву-Ліза, багатий фольклор.